# Serba Jadi (Sunggal)
Serba Jadi is een bestuurslaag in het regentschap Deli Serdang van de provincie Noord-Sumatra, Indonesië. Serba Jadi telt 3378 inwoners (volkstelling 2010).